# Vladimir Šepovalov
Vladimir Ivanovič Šepovalov (rusko Владимир Иванович Шеповалов), ruski hokejist, * 15. februar 1948, Nižnekamsk, Sovjetska zveza, † december 1995, Novokuzneck, Rusija.
Šepovalov je v sovjetski ligi vso kariero branil za klub SKA Leningrad, skupno na 263-ih prvenstvenih tekmah. Za sovjetsko reprezentanco je nastopil na enem svetovnem prvenstvu, na katerem je osvojil srebrno medaljo, skupno pa je za reprezentanco branil na štirinajstih tekmah.

## Pregled kariere
Odebeljeno - reprezentančni nastopi, glej tudi Statistika pri hokeju na ledu.
| Moštvo          | Liga                 | Sezona |    | Redni del | Redni del | Redni del | Redni del | Redni del | Redni del | Redni del | Redni del |    | Končnica | Končnica | Končnica | Končnica | Končnica | Končnica | Končnica | Končnica |
| --------------- | -------------------- | ------ | -- | --------- | --------- | --------- | --------- | --------- | --------- | --------- | --------- | -- | -------- | -------- | -------- | -------- | -------- | -------- | -------- | -------- |
| Moštvo          | Liga                 | Sezona | OT | PG        | G         | P         | T         | KM        | GT        | OD        | OT        | PG | G        | P        | T        | KM       | GT       | OD       |          |          |
| Sovjetska zveza | Svetovno prvenstvo A | 72     |    | 4         |           | 0         | 0         | 0         | 0         |           |           |    |          |          |          |          |          |          |          |          |